# Alfred Keukenschrijver
Alfred Keukenschrijver (* 9. November 1947 in Bad Homburg vor der Höhe) ist ein deutscher Jurist und ehemaliger Richter am Bundesgerichtshof.

## Leben
Keukenschrijver legte nach Abitur 1967 am Oskar-von-Miller-Gymnasium München und Studium an der Ludwig-Maximilians-Universität München beide juristische Staatsexamen in München ab. Im Jahr 1974 trat er als Mitarbeiter im Bayerischen Staatsministerium der Justiz in den Justizdienst des Freistaats Bayern ein. 1977 wurde er zum Staatsanwalt, 1978 zum Richter am Landgericht München II ernannt. Seit seinem Wechsel zum Bundespatentgericht im Jahr 1986 bildete das Patentrecht den Schwerpunkt seiner richterlichen Tätigkeit. Auch während seiner Abordnung als wissenschaftlicher Mitarbeiter an den Bundesgerichtshof in den Jahren 1988 bis 1991 war er dem Patentsenat zugewiesen.
Keukenschrijver wurde nach einer mehrmonatigen Abordnung an das Ministerium der Justiz des Landes Sachsen-Anhalt im Jahr 1996 zum Richter am Bundesgerichtshof ernannt. Seither gehörte er dem insbesondere für das Patent- und Gebrauchsmusterrecht zuständigen X. Zivilsenat an. In den Jahren 2009 und 2010 war er dem vorübergehend als Hilfssenat zur Entlastung des X. Zivilsenats eingerichteten Xa-Zivilsenat als stellvertretender Vorsitzender zugewiesen und zuletzt mit der Wahrnehmung der Tätigkeit des Vorsitzenden betraut. Seit 2011 bis zu seinem Eintritt in den Ruhestand zum Jahresende 2012 war er stellvertretender Vorsitzender im X. Zivilsenat, dessen Rechtsprechung er insbesondere im Patentrecht, aber auch im Arbeitnehmererfindungs- und im Sortenschutzrecht maßgeblich mitgeprägt hat.
Keukenschrijver hat sich überdies als Kommentator des Patent- und des Sortenschutzgesetzes sowie durch ein Werk zum Patentnichtigkeitsverfahren in Fachkreisen einen Namen gemacht.
Keukenschrijver ist verheiratet und hat zwei Kinder. In den 1970er Jahren war er als SPD-Mitglied zeitweise Vorsitzender eines Bezirksausschusses der Landeshauptstadt München.
Er war Mitglied des Direktoriums des Instituts für Geistiges Eigentum, Wettbewerbs- und Medienrecht der Technischen Universität Dresden.

## Veröffentlichungen
- Selbstständige Veröffentlichungen:
  - Busse/Keukenschrijver: Patentgesetz unter Berücksichtigung des Europäischen Patentübereinkommens, der Regelungen zum Patent mit einheitlicher Wirkung und des Patentzusammenarbeitsvertrags mit Patentkostengesetz, Gebrauchsmustergesetz und Gesetz über den Schutz der Topographien von Halbleitererzeugnissen, Gesetz über Arbeitnehmererfindungen und Gesetz über internationale Patentübereinkommen. zuletzt 9. Auflage. de Gruyter, Berlin 2020, ISBN 978-3-11-054492-3.
  - Sortenschutzgesetz : unter besonderer Berücksichtigung der Verordnung Nr. 2100/94 (EG). Carl Heymanns Verlag, Köln u. a. 2001, ISBN 3-452-24812-7, 2. Auflage unter dem Titel Sortenschutz: Deutsches und europäisches Sortenschutzrecht, 2017, ISBN 978-3-452-28857-8.
  - Patentnichtigkeitsverfahren. 7. Auflage. Carl Heymanns Verlag, Köln 2021, ISBN 978-3-452-29294-0.
  - Herbert Grziwotz, Alfred Keukenschrijver, Gerhard Ring (Hrsg.): BGB. Band 3: Sachenrecht : § 854–§ 1296. 4. Auflage. Nomos Verlagsgesellschaft, Baden-Baden 2016, ISBN 978-3-8487-1103-1.
- Aufsätze, Festschriftenbeiträge:
  - Die Rechtsprechung des Bundesgerichtshofes zum (allgemeinen) Werkvertragsrecht (mit Siegfried Broß und Wolfgang Schaffert), Wertpapier-Mitteilungen 1992, S. 125–130 und 165–174.
  - Patentnichtigkeitsverfahren gegen deutsche, europäische und DD-Patente vor dem Bundespatentgericht und dem Bundesgerichtshof, VPP-Rundbrief 1993, S. 49.
  - Justizentlastung durch dreigliedrigen Justizaufbau (mit Karin Schubert), Neue Justiz 1995, S. 338–341.
  - Zur Teilung des Patents im Einspruchsverfahren, Mitteilungen der deutschen Patentanwälte 1995, S. 267–271.
  - Nichtjuristen als Berufsrichter – Am Beispiel der „technischen“ Richter in der Patentgerichtsbarkeit, in: Hasso Lieber, Ursula Sens (Hrsg.): Ehrenamtliche Richter, Festschrift zum zehnjährigen Jubiläum der Deutschen Vereinigung der Schöffinnen und Schöffen, Wiesbaden 1999: Kommunal- und Schul-Verlag, ISBN 3-8293-0331-9.
  - Die gerichtliche Durchsetzung von gewerblichen Schutzrechten, in: Gerhard Ring (Hrsg.): Gewerblicher Rechtsschutz in der Praxis, Tagungsband des 1. Freiberger Seminars zur Praxis des Gewerblichen Rechtsschutzes, Frankfurt am Main 1999: Peter Lang, S. 9–38.
  - Neue Rechtsprechung des Bundesgerichtshofs zum Patentrecht seit Inkrafttreten des 2 PatGÄndG, Mitteilungen der deutschen Patentanwälte 2000, S. 435–446.
  - Aktuelle BGH-Rechtsprechung zu Europäischen Patenten, VPP-Rundbrief 2000. S. 96–100.
  - Zur sachlichen Reichweite des Vorbenutzungsrechts, Gewerblicher Rechtsschutz und Urheberrecht (GRUR) 2001, S. 944–948.
  - Änderungen der Patentansprüche erteilter Patente im Verfahren vor dem Bundespatentgericht und vor dem Bundesgerichtshof, GRUR 2001, S. 571–577.
  - Zur Inanspruchnahme des Prioritätsrechts durch den materiell Berechtigten aus einer von einem Treuhänder getätigten Voranmeldung, Mitteilungen der deutschen Patentanwälte 2001, S. 233–234.
  - Europäische Patente im Nichtigkeitsverfahren vor dem Bundesgerichtshof, in: Gerhard Ring (Hrsg.): Freiberger Symposium zum Gewerblichen Rechtsschutz, Tagungsband des 4. und 5. Freiberger Seminars zur Praxis des Gewerblichen Rechtsschutzes, Frankfurt am Main 2003: Peter Lang, ISBN 3-631-51067-5, S. 61–74.
  - Sind bei der Beurteilung der erfinderischen Tätigkeit sämtliche Merkmale im Patentanspruch gleichermaßen zu berücksichtigen? In: Christoph Ann, Wilfried Anders, Uwe Dreiss, Bernhard Jestaedt, Dieter Stauder (Hrsg.): Materielles Patentrecht, Festschrift für Reimar König zum 70. Geburtstag. Köln 2003: Carl Heymanns, ISBN 3-452-25146-2, S. 255–266.
  - Stoffschutz und Beschreibungserfordernis – Legt Art. 5 Abs. 3 der Biotechnologie-Richtlinie eine Neubewertung nahe? In: Erhard Keller, Clemens Plassmann, Andreas von Falck (Hrsg.): Festschrift für Winfried Tilmann, Köln 2003: Carl Heymanns, ISBN 3-452-25331-7, S. 475–486.
  - Europäische Patente mit Wirkung für Deutschland – dargestellt anhand jüngerer Entscheidungen des BGH, GRUR 2003, S. 177–182.
  - European Patents with Effect for Germany in the Light of Recent Federal Supreme Court Decisions, 34 IIC (2003), S. 711–722.
  - Zur Arbeitnehmerzüchtung und -entdeckung im Sortenschutzrecht, in: Manfred Haesemann, Klaus Gennen, Britta Bartenbach, Anja Bartenbach (Hrsg.): Festschrift für Kurt Bartenbach, Köln 2005: Carl Heymanns, ISBN 3-452-25912-9, S. 243–257.
  - Flügelradzähler, Kaffeetüte und Drehzahlermittlung – neue Entwicklungen bei der mittelbaren Patentverletzung, in: Rolf W. Einsele, Erich R. Franke (Hrsg.): Festschrift 50 Jahre VPP 1955–2005, Duisburg 2005: VPP–Rundbrief, ISBN 3-00-015729-8, S. 331–355.
  - The German Practice, in: Pagenberg/Cornish (Hrsg.): Interpretation of Patents in Europe, Köln: Carl Heymanns, 2006, ISBN 3-452-26082-8, S. 73–102.
  - Äquivalenz und Auslegung – Anmerkungen zur Beurteilung der Äquivalenzproblematik in Deutschland und im Vereinigten Königreich, in: Dietrich Beier, Laurence Brüning-Petit, Christopher Heath (Hrsg.): Festschrift für Jochen Pagenberg zum 65. Geburtstag, Köln 2006: Carl Heymanns, ISBN 3-452-26355-X, S. 33–44.
  - Das „Landwirteprivileg“ im nationalen und gemeinschaftlichen Sortenschutzrecht – ein Zwischenstand, in: Hans-Jürgen Ahrens, Joachim Bornkamm, Hans Peter Kunz-Hallstein (Hrsg.): Festschrift für Eike Ullmann, Saarbrücken 2006: juris GmbH, ISBN 978-3-938756-10-2, S. 465–493.
  - Erfinderische Schritte werden zu Tätigkeiten, VPP-Rundbrief 2007, S. 82–89.
  - Zum erfinderischen Schritt im deutschen und im österreichischen Gebrauchsmusterrecht, GRUR Int. 2008, S. 665–669.
  - Das ergänzende Schutzzertifikat für Arzneimittel in der neueren Rechtsprechung des Bundesgerichtshofs und des Bundespatentgerichts, in: Michael Bergermann, Gereon Rother, Axel Verhauven (Hrsg.): Festschrift für Peter Mes zum 65. Geburtstag, München 2009: C.H. Beck, ISBN 978-3-406-59223-2, S. 221–231.
  - Zur Rechtskraft des klageabweisenden Urteils im Patentnichtigkeitsverfahren, GRUR 2009, S. 281–284.
  - Sachverhaltsaufklärung im Nichtigkeitsberufungsverfahren vor dem Bundesgerichtshof – die neue Praxis zum alten Recht, Mitteilungen der deutschen Patentanwälte 2010, S. 162–167.
  - Zur Notwendigkeit der Übersetzung europäischer Patentschriften in Deutschland, in: Horst-Peter Götting/Claudia Schlüter (Hrsg.): Nourriture de l’esprit. Festschrift für Dieter Stauder zum 70. Geburtstag. Baden-Baden 2011: Nomos, ISBN 978-3-8329-6436-8, S. 117–125.
  - Zur Bindung an die Anträge des Patentinhabers und zum Streitgegenstand im Patentnichtigkeitsverfahren, GRUR 2014, S. 127–132.
  - (Konkrete, aber nicht technische) Probleme mit der „Aufgabe“, in: Wolfgang Büscher, Willi Erdmann ua (Hrsg.): Festschrift für Joachim Bornkamm zum 65. Geburtstag. München 2014: C.H. Beck, ISBN 978-3-406-65911-9, S. 677–689.
  - Marken- und Kennzeichenschutz für lebende Materie, in: Franz Hacker, Frederik Thiering (Hrsg.): Festschrift für Paul Ströbele. Köln 2019: Carl Heymanns Verlag, ISBN 978-3-452-29244-5, S. 153–167.
  - Zu den Kompetenzen des Rechtsbeschwerdegerichts im nationalen gewerblichen Rechtsschutz: Kassation, Reformation, Zurückverweisung, GRUR 2021, 254.
  - Zum Begriff der Pflanze und der Pflanzensorte im Patentrecht und im Sortenschutzrecht: Kann auf eine neue Champignonsorte ein Patent erteilt werden? In: Christian Harmsen/Axel Verhauwen (Hrsg.): Festschrift für Thomas Kühnen. Hürth 2024: Carl Heymanns Verlag, ISBN 978-3-452-30382-0, S. 555–564.